# ローテグリュッツェ
ローテグリュッツェ、またロドグロド（rødgrød デンマーク語発音: [ˈʁœðˀˌkʁœðˀ] ( 音声ファイル)、rote Grütze (ドイツ語: [ˈʁoːtə ˈɡʁʏtsə] ( 音声ファイル))、rode Grütt (低地ドイツ語:発音: [ˈroʊdə ˈɡrʏt] ( 音声ファイル))）は「赤い挽き割りの粒」を意味するスイーツ、デザートである。なお、デンマーク語を母語とするネイティブ・スピーカーでなければ発音が難しく、「クリーム入りの赤いお粥」を意味する「rødgrød med fløde」 ( listen)が出身地を見分けるシボレスとして使用される場合がある。

## 伝統的な調理法

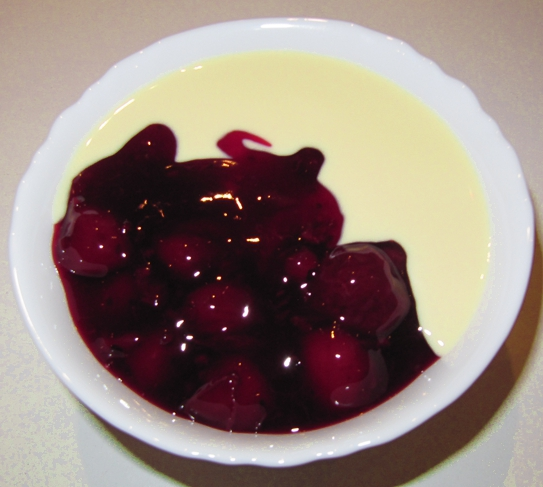
"ハンブルク風"のバニラソース添えジャーマン・ローテグリュッツェ

ロドグロドやローテグリュッツェはそれぞれデンマーク語、ドイツ語または低ドイツ語での挽き割り、糠（グリットもしくはブランとも呼ばれる）という意味の語に由来する。
多くの場合、セモリナ粉（ひき割り小麦）とサゴヤシ粉を使用する。片栗粉はプリンのように澱粉糊化させて、固めるためによく使われる。どのレシピでも共通して使われるものは、フサスグリ（レッドカーラント）、クロスグリ（ブラックカラント）、ヨーロッパキイチゴ（ラズベリー）、イチゴ、ブラックベリー、ビルベリー、サクランボといった夏が旬の赤い果実類である。基本となる風味は、スグリだけでも作ることができる。少量のブラックカラントにより風味を加え、砂糖によって甘さを強める。デンプン、サゴ粉、セモリナ粉の量は、望ましい固さによって異なる。レシピでは20から60gが適量とされる。サゴ、セモリナ粉、またはグリットは、料理に加える前に水で溶いておく必要がある。
レシピは基本的にプリンを作るときの工程と似ている。果物に砂糖をまぶし、一旦冷やしてからデンプン（フルーツジュースや水に溶かしたもの）をだまなく攪拌して入れる。ゼラチン化させるためには、1、2分かける必要がある。また、白く残ったデンプンの粉は片付ける必要がある。
牛乳、バニラシュガー、バニラソース、ホイップクリーム、バニラアイスクリーム、またはカスタードと一緒にデザートとして温かい状態または冷たい状態で提供され、フルーツによるさわやかな酸味と甘味のバランスをとる。

## 種類

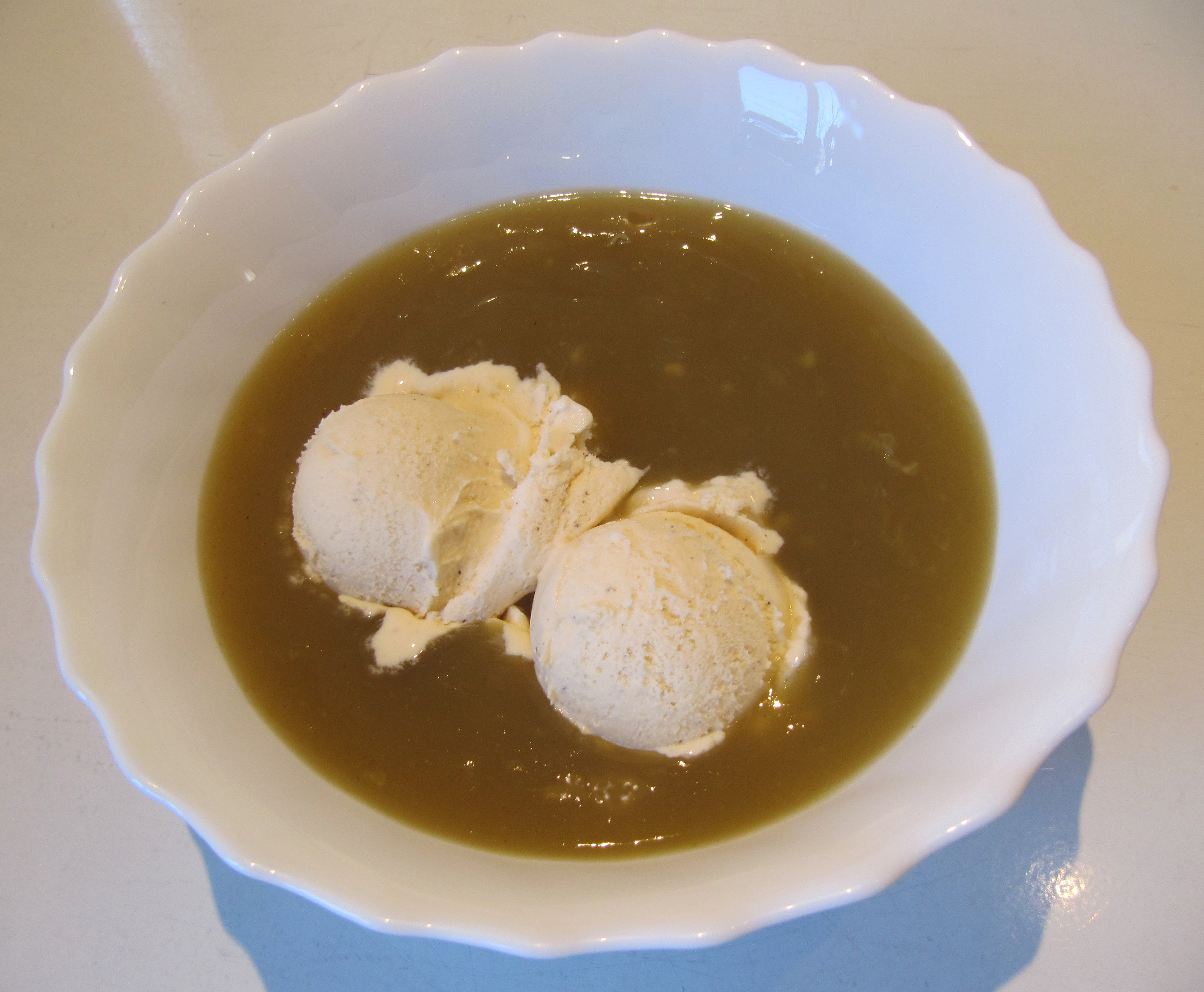
デンマークのスーパーマーケットで販売されているgrønnegrødとバニラアイスクリーム

ドイツでのグリュッツェにはいくつか種類があり、一般的にスーパーマーケットで販売されているものには「グリューネ・グリュッツェ」（grüne Grütze）がある。これは緑色でキウイフルーツやリンゴ、セイヨウスグリ（グーズベリー）とルバーブから作られているもので、デンマークでは同様の料理が「stikkelsbærgrød」（グーズベリーゼリー）として知られている。また、「ブラウエ・グリュッツェ」（blaue Grütze）にはブルーベリー、ブラックベリー、ビルベリー、プラム、ブラックカラント、ブドウといった青いベリー類が使用される。「ゲルベ・グリュッツェ」（gelbe Grütze）は、モモや黄色のグーズベリー、バナナ、ゴールドキウイといったその他の黄色の果物で構成されている。
また、ポーランドやロシアの一部、バルト諸国、フィンランド、ウクライナといった国々でも、キセリと同様のデザートとして知られている。
遠く離れたアメリカ領ヴァージン諸島でも、1917年にアメリカが島を購入する前はデンマーク領だった影響から、「レッドグラウト」（red grout）と呼ばれるタピオカ、グアバ、砂糖で作られ、カスタードソースが付いたものが親しまれている。